# Mydon
Mydon (Μύδων, gen:. Μύδωνος) foi um dos defensores do Troia na Ilíada de Homero. No Livro V, ele é mencionado como morto por Antilochus.